# Атина Бојаџи
Атина Бојаџи (мкд. Атина Бојаџи; Охрид, 13. март 1944 — Скопље, 28. децембар 2010) је била југословенска и македонска маратонка у пливању. Већ са 11 година успела је да обори све Југословенске рекорде у пливању на кратком растојању слободно и делфин стилом.

## Спортска биографија
Атина Бојаџи је са 18 година постала најмлађи победник Охридског маратона, а после трке од Каприја до Напуља објединила је титуле светске шампионке у сланој и слаткој води. У свом родном граду је добила надимак Охридски делфин.
Највећи подвиг постигла је 9. септембра 1969. године када је препливала Ламанш на месту где је тај канал широк 34 km. Ламанш је препливала за 13 сати и 20 минута.
Током 1977. године, у част овог подвига Атине Бојаџи, снимљен је филм Исправи се, Делфина од Александар Ђурчинова са Недом Арнерић у главној улози. Бојаџи је била један од сарадника на филму.
После активне пливачке каријере посвећује се тренерском позиву, прво у београдској Црвеној звезди, а затим у САД у једном спортском центру у Лос Анђелесу, Калифорнија.

## Признања
У јануару 1998. године Македонски олимпијски комитет додељује Атини Бојаџи признање Великана македонског спорта а 2000. године дневне новине Утрински весник је проглашава за спортисту века.
Умрла је у Скопљу после кратке болести 28. децембра 2010.